# Офис
Офис (от английски: office) e стая или друга площ, в която хората работят, това е още и работното място за работещите във фирми. В правен аспект компаниите и организациите имат офиси на всяко място, където са представяни.
Офисите могат да варират архитектурно, дизайнерски и по големина и площ. Някои офиси са малки офиси или домашни офиси (офис-стая), но има и офиси, които могат да заемат цели етажи от сгради или дори цели административни сгради, като Брил Билдинг в Ню Йорк например.